# اوبانیا
اوبانیا (به مجاری: Óbánya) یک منطقهٔ مسکونی در مجارستان است که در ناحیه پچ‌واراد واقع شده‌است.